# Успенский храм (Берново)
Церковь Успения Пресвятой Богородицы (Успенский храм) — приходской православный храм в селе Берново Старицкого района Тверской области. Расположен на берегу реки Тьмы. Входит в состав Торжокского благочиния Тверской епархии Русской православной церкви.

## История
Первые сведения, свидетельствующие о наличии в селе деревянного храма, датируются 1546 годом. Об этом сообщает духовная грамота Фёдора Лавровского:
Да даю я, Федор, к Николе Чудотворцу в Бернове после живота своего деревню Галицыно в Новоторжском уезде в Богатинской губе…
То есть первый храм был освящён во имя Николая Чудотворца.
Каменный храм, сохранившийся до наших дней, был построен между 1687 и 1699 годами.

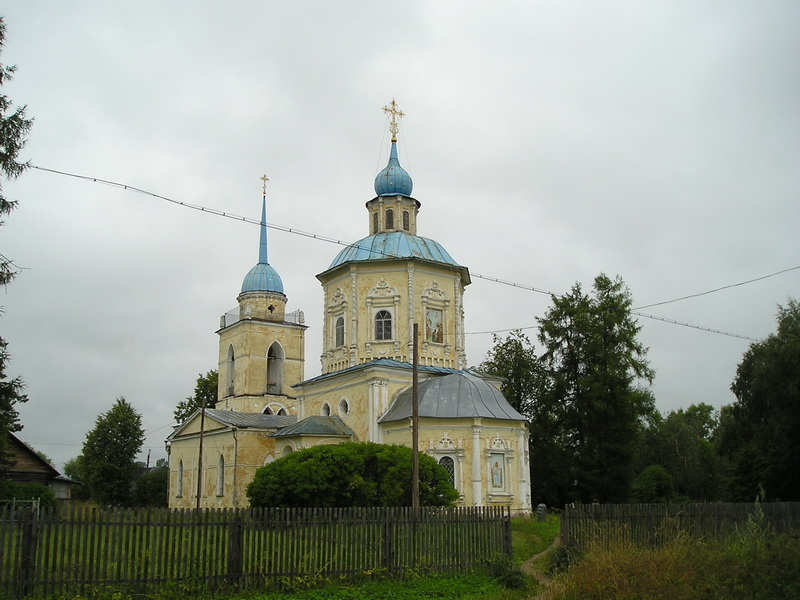
Храм в 2006 году

Имел три престола: главный во имя Успения Пресвятой Богородицы, придельные во имя Николая Чудотворца и Святой Троицы.
В 1820-х годах приделы были перестроены, об этом упоминается в клировых ведомостях Старицкого уезда за 1828 год.
К приходу Успенской церкви были приписаны три часовни: в Глазунове (сохранилась до наших дней), Сенчукове и Бибикове.
В 1901 году в приходе было 658 хозяйств, в которых проживали 3826 человек (1910 мужчин и 1916 женщин).
Закрыт в 1960-х годах. В советское время здание храма разрушалось, оно было цехом и складом спиртзавода. В 1980-х годах храм как памятник архитектуры прошёл небольшую реставрацию — его хотели сделать филиалом пушкинского музея.
В 1991 году храм вернули верующим. В настоящее время по статусу епархии храм действует.

## Архитектура
Здание храма типа восьмерик на четверике. Над храмом находится колокольня.
Памятник архитектуры федерального значения.